# Studi ottomani
Gli studi ottomani sono una branca interdisciplinare delle discipline umanistiche che affrontano la storia, la cultura, i costumi, la religione, l'arte, come la letteratura e la musica, la scienza, l'economia e la politica dell'Impero ottomano. È una sottocategoria degli studi orientali e mediorientali e anche della turcologia.
Secondo lo storico Marc David Baer, essi sono un "campo eticamente problematico perché "la negazione del genocidio armeno è comune negli studi ottomani.

## Sviluppo degli studi ottomani
Nella prima età moderna, gli interpreti (i dragomanni) e i diplomatici in particolare si occuparono della lingua, della cultura e della storia degli ottomani. L'austriaco Joseph von Hammer-Purgstall (1774-1856) è considerato il vero fondatore degli studi accademici ottomani.

## Istituzioni specializzate in studi ottomani
- Associazione di Studi turchi
- Centro Skilliter per gli studi ottomani
- Centro di studi ottomani presso SOAS, Università di Londra
- Studi ottomani e turchi, Università di Chicago
- Studi ottomani e turchi, Università di Stanford
- Centro di studi ottomani, Belgrado
- Associazione di studi ottomani e turchi

## Riviste accademiche
- Journal of the Ottoman and Turkish Studies Association